# Daniel Bustaffa
Pas d'image ? Cliquez ici

a Compétitions nationales et continentales officielles uniquement.

b Matchs officiels uniquement.
Daniel Bustaffa, né le 11 janvier 1956 à Carcassonne, est un joueur de rugby à XV, qui a joué avec l'équipe de France et au club de Carcassonne au poste de trois quart aile (1,80 m pour 85 kg). 

## Biographie

### Carrière sportive
Il est champion de France 2e division avec l'US Carcassonne en 1975 avec qui il effectue toute sa carrière. Il dispute son premier test match le 25 juin 1977 contre l'équipe d'Argentine et le dernier contre l'équipe du Canada, le 23 novembre 1980.

### Reconversion
Après sa retraite sportive, Daniel Bustaffa devient viticulteur à Aigues-Vives, dans l'Aude aux côtés de son fils Pascal.

## Statistique en équipe nationale
- Sélections en équipe nationale : 11 (+3 non officielles)
- Sélections par année : 4 en 1977, 2 en 1978, 5 en 1980
- Tournois des Cinq Nations disputés : 1978, 1980